# PCP.COM Gruppe
Die PCP.COM Gruppe war ein Schweizer Computer- und Elektronikhändler mit Sitz in Schaffhausen im Herblingertal. Das Unternehmen bot Computer, Computerzubehör, Unterhaltungselektronik und Haushaltsgeräte an und hatte 16 Filialen in allen Sprachregionen der Schweiz. Daneben betrieb PCP unter verschiedenen Brands mehrere Onlineshops in der Schweiz, Deutschland und Österreich. Mit rund CHF 100 Mio. Endkundenumsatz war das Unternehmen einer der grössten unabhängigen Anbieter auf dem Schweizer Computer- und Elektronikmarkt. Am 8. September 2023 stellte die Gruppe ihren operativen Betrieb ein und meldete am 18. September 2023 Konkurs an.

## Firmenstruktur
Die Muttergesellschaft der PCP.COM Gruppe war die PCP.CH AG mit Sitz in Schaffhausen. Die STEG Electronics AG in Luzern, die ComStern.de GmbH in Gottmadingen (Deutschland), die ComStern.at GmbH in Lustenau (Österreich) und die PCP Consulting s.r.o. in Bratislava (Slowakische Republik) waren 100%ige Tochtergesellschaften des Unternehmens. Das Unternehmen betrieb in der Schweiz, Deutschland und Österreich verschiedene Onlineshops und in der Schweiz 16 Filialen.

## Geschichte

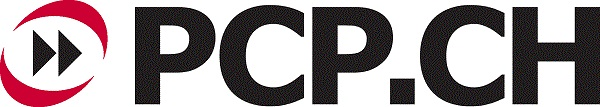
PCP.CH Logo

Die PCP.COM Gruppe wurde ursprünglich als Einzelunternehmen unter dem Namen PC Power Weber Informatik (daher PCP) gegründet und am 2. Juni 1998 in die PCP.CH Weber Informatik überführt. Das Unternehmen betreibt somit unter PCP.CH einen der am längsten bestehenden Onlineshops für Computer und Unterhaltungselektronik in der Schweiz. Am 14. Juni 2004 wurde das Unternehmen in eine Aktiengesellschaft umgewandelt. 2005 wurde die Tochtergesellschaft ComStern.de GmbH mit Sitz in Gottmadingen gegründet, welche unter gleichem Namen einen Onlineshop in Deutschland betreibt. Der 2003 in Altnau gegründete Onlineshop PC-Ostschweiz.ch wurde 2009 vom Unternehmen übernommen. 2010 wurde die Tochtergesellschaft ComStern.at GmbH mit Sitz in Lustenau gegründet, welche unter gleichem Namen einen Onlineshop in Österreich betreibt. Der 2005 in Widnau gegründete PC Assemblierer Beck PC wurde 2012, der 1994 in Luzern gegründete Computer- und Elektronikhändler STEG Electronics wurde 2014 und der 2008 in Gossau ZH gegründete Onlineshop Techmania wurde 2017 vom Unternehmen übernommen.
Am 8. September 2023 wurden alle Geschäftstätigkeiten der PCP.COM Gruppe eingestellt, das Unternehmen meldete am 18. September 2023 Konkurs an.

## Bilder

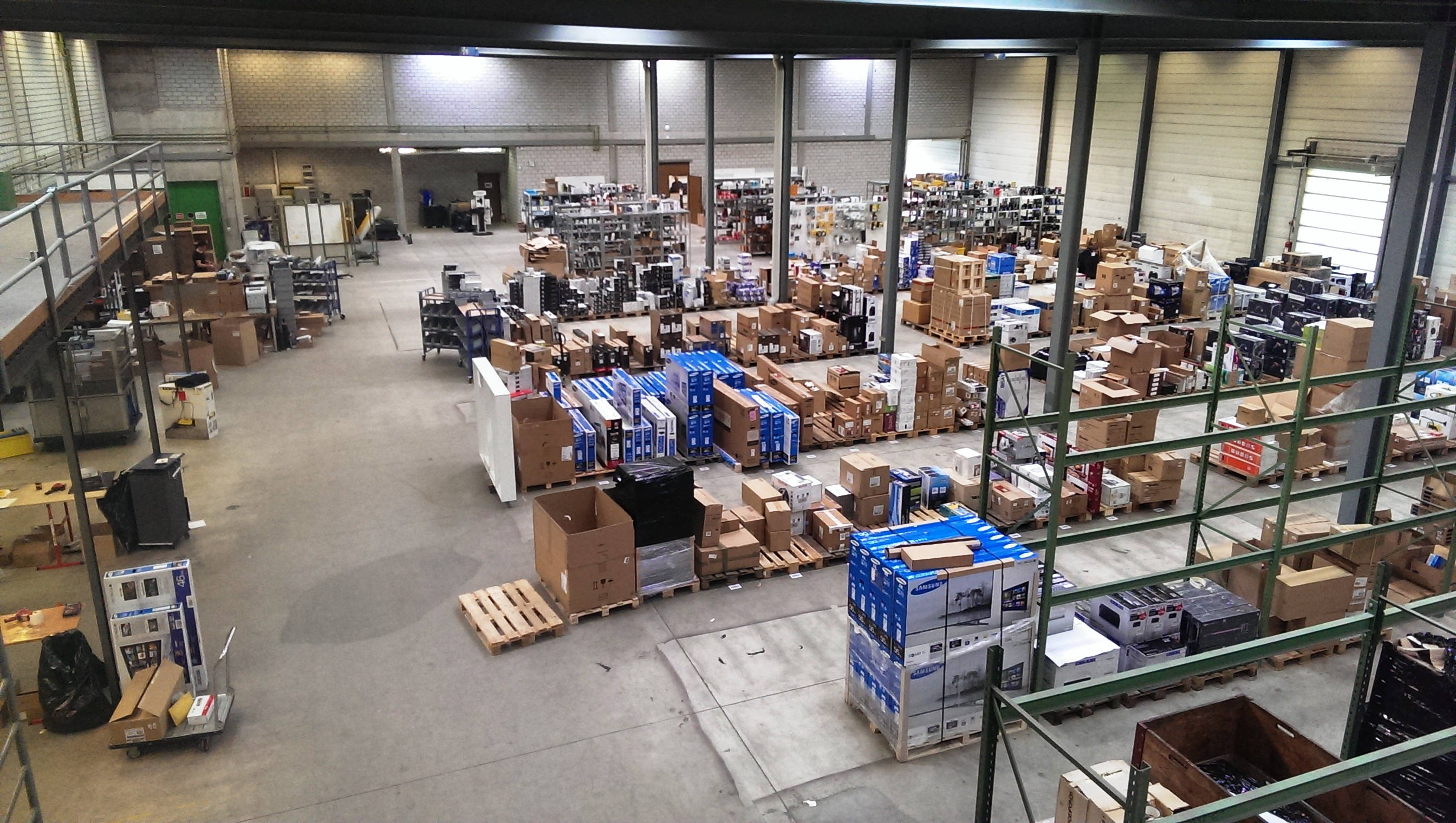
Lager der PCP.COM Gruppe in Schaffhausen
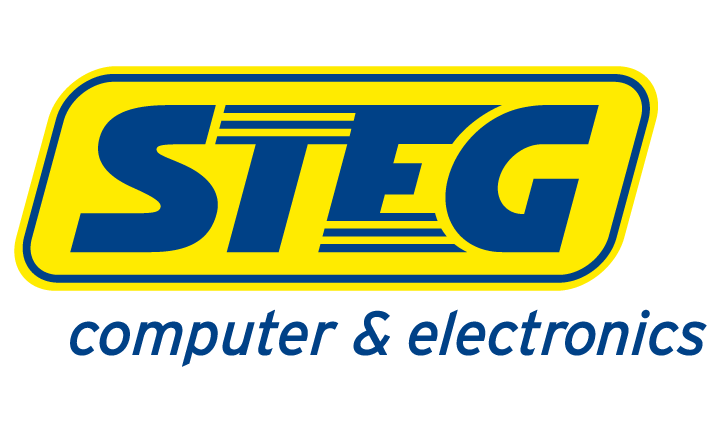
STEG Electronics Logo
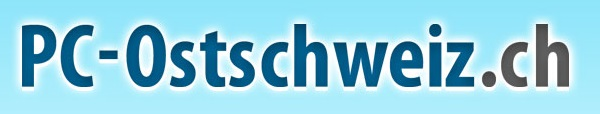
PC-Ostschweiz.ch Logo
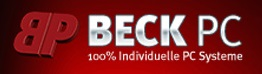
Beck PC Logo
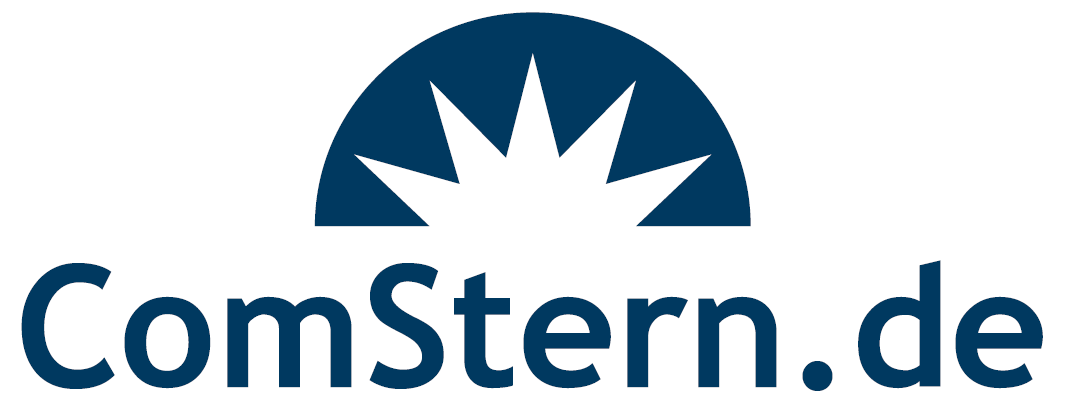
ComStern.de Logo
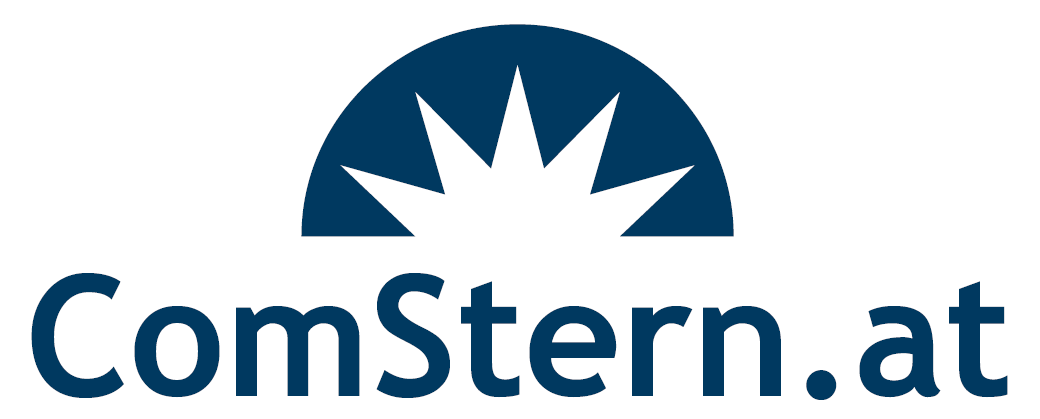
ComStern.at Logo